# 劉漢雲
劉漢雲（？—？），四川省夔州府萬縣人，清朝政治人物、同進士出身。

## 生平
光緒二十四年（1898年），参加光緒戊戌科殿試，登進士三甲37名。同年五月，签分湖北大挑知县。